# Ben Mertens
Ben Mertens (Wetteren, 13 de octubre de 2004) es un jugador de snooker belga.

## Biografía
Nació en la localidad belga de Wetteren en 2004. Es jugador profesional de snooker desde 2022. No se ha proclamado campeón de ningún torneo de ranking, y su mayor logro hasta la fecha fue alcanzar los octavos de final del Abierto de Gales de 2023, en los que cayó derrotado (0-4) frente a Ronnie O'Sullivan. Tampoco ha logrado hilar ninguna tacada máxima, y la más alta de su carrera está en 126.